# Grmolika caklenjača
Grmolika caklenjača (grmoliki omakalj, šćulac divlji; lat. Salicornia fruticosa, sin. Arthrocnemum fruticosum), manji grm iz porodice štirovki, nekada uključivan u danas nepriznati rod omakalj (Arthrocnemum).
Narasste do 100 cm visine a rasprostranjen je po južnoj Europi, a najsjevernije u zapadnoj Francuskoj. Voli slana staništa uz more s pjeskovitim ili šljunkovitim tlom, povremeno kraće vrijeme izloženo morskoj vodi.
Stabljika može biti uspravna ili puzajuća, kod mlađe biljke plavkasta i mesnata a što je više starija to je drvenastija i crvenkastija. Listovi su joj sitni i nasuprotni. Jeastiva je i ljekovita (mladi listovi se kuhaju) a djeluje kao čistač crijeva, te olakšava defekaciju i pojačava mokrenje. U ustima je hrskava, a kad se gazi po njoj pucketa kao da se gazi po staklu.
- S. fruticosa
- S. fruticosa
- S. fruticosa

## Sinonimi
- Arthrocnemum fruticosum (L.) Moq.; Chenop. Monogr. Enum.: 111 (1840)
- Salicornia anceps Lag.; Mém. Pl. Barrill.: 52 (1817)
- Salicornia arabica L.; Sp. Pl.: 3 (1753)
- Salicornia deserticola A.Chev.; Rev. Int. Bot. Appl. Agric. Trop. 14: 804 (1934)
- Salicornia equisetifolia Willd. ex Moq.; Prodr. [A. DC.] 13(2): 145 (1849)
- Salicornia europaea var. fruticosa L.; Sp. Pl.: 3 (1753)
- Salicornia frutescens Friedrich ex Ung.-Sternb.; Atti Congr. Int. Bot. Firenze 1874: 296 (1876)
- Salicornia fruticosa (L.) Hill; Brit. Herb. 482 (1756), isonym
- Salicornia glauca Stokes; Bot. Mat. Med. 1: 8 (1812)
- Salicornia sempervirens Sauvages ex Steud.; Nom. ed. I. 714 (1821), nom. inval.
- Sarcocornia fruticosa (L.) A.J.Scott; Bot. J. Linn. Soc. 72: 367 (1977 publ. 1978)
- Sarcocornia fruticosa var. deflexa (Rouy) Lahondere & Gamisans; Candollea 43: 368 (1988)